# Virginia Aymard
Pour les articles homonymes, voir Aymard.
Virginia Aymard, née le 8 juillet 1995, est une judokate franco-gabonaise. Elle évolue dans la catégorie des moins de 48 kg. Pensionnaire de l'Amiens Somme Club Judo depuis ses 7 ans. Elle intègre successivement, le Pôle espoir d’Amiens en cadet, le pôle France de Strasbourg en junior puis à partir de 2013, les équipes de France à l’INEF et à l’INSEP. Elle est cinq fois médailles aux championnats de France. Médaillée d’argent en 2010, de bronze en 2011, elle est en 2013, sacrée championne de France juniors, puis médaillée de bronze aux Championnats de France seniors à Marseille. A partir de 2015 elle évolue au club Parisien de Judo, l’AJA PARIS XX sous la direction d’Alexandre Borderieux ou elle sera de nouveau médaillée d’argent aux championnats de France. Elle remporte la médaille d'argent aux Jeux de la Francophonie de 2017 à Abidjan sous les couleurs de la France, la médaille d’Or à l’Open de Dubrovnik en Croatie puis la médaille de bronze à l’Open de Zurich 2018.
En 2019, alors qu'elle remporte l'Open de Zurich, elle change de nationalité sportive pour combattre sous les couleurs du Gabon, le pays de sa mère ; elle ne peut alors plus participer à des compétitions internationales jusqu'en mars 2022. Sous les couleurs du Gabon, elle gagne trois médailles d’or en 2022 à l’Open d’Asie au Liban, puis en 2023 à l’Open de Luanda et d’Abidjan. Elle obtient la même année la médaille d’argent à l’Open de Montréal et fait 5e au Kazacstan à Aktau.
Elle se qualifie pour les Championnats du monde de judo 2023 à Doha, Elle est médaillée de bronze aux Championnats d'Afrique de judo 2024 au Caire, battant par ippon la Sud-Africaine Geronay Whitebooi lors du match pour la médaille de bronze.
Qualifiée aux jeux olympiques parmi les 12 meilleures africaines toutes catégorie confondues et classée à la 47e place mondiale, elle participe aux Jeux olympiques d'été de 2024 à Paris.

## 38 résultats répertoriés sur Judo Inside et 21 médailles
| Competitions                     | Gold | Silver | Bronze |
| Continental champion ship sénior | 0    | 0      | 1      |
| Games French Speaking Countries  | 0    | 1      | 0      |
| European Open Seniors            | 3    | 1      | 1      |
| European Cup Seniors             | 2    | 0      | 1      |
| International Tournament         | 3    | 1      | 2      |
| National Championships Seniors   | 0    | 0      | 1      |
| National Championships Juniors   | 1    | 1      | 0      |
| National Championships Cadets    | 0    | 1      | 1      |